# Los Cava Bengal
Los Cava Bengal fue un grupo musical del género melódico argentino popular en las décadas de 1960 y 1970.

## Carrera
Fue un destacado trío vocal integrado por Tito Cavá, seudónimo de Donato del Valle Herrera, como primera guitarra (eléctrica) y tercera voz; Nito Bengal, apodo de Osvaldo Humberto Breglia, en segunda voz y maracas; y Baby Bengal, nombre real de Alcides René Giménez, como primera voz y segunda guitarra (española). La dirección estaba a cargo de Tito, quien había sido guitarrista de Mercedes Sosa en su Tucumán natal y venía de actuar con Carlinhos y su bandita. Nito y Baby llegaron de Bahía Blanca y grabaron con sellos como Vik y RCA Víctor.
Grabaron en RCA cinco LP ("Mil Noches", "Letra y música para soñar", "La luz de un fósforo", "Tangos con Los Cava Bengal" y "Conversando con nadie"), donde interpretaban temas melódicos, que incluían también tangos abolerados, compilados luego en el LP "Tangos con Los Cava Bengal".
Popularizaron temas como Percal, Cuartito azul, Quedémonos aquí, La casita de mis viejos, Trenzas, Sabor a nada, Gricel (con música de Mariano Mores), entre otros.
Supieron destacarse en aquella época de conjuntos de este tipo que ejecutaban otros sones: Los Cinco Latinos, Los Santos y Los TNT (Toni, Nelly y Tim Croatto), hermanos italianos radicados en Uruguay, y a quienes Virgilio y Homero Expósito les crearon el fox trot que fue su gran suceso: Eso.
En televisión tuvieron la oportunidad de cantar el tango de Carlos Bahr y Mauricio Misé Si no me engaña el corazón, junto al uruguayo Julio Sosa. 
Interpretaban temas melódicos, tangos en ritmo de bolero y algunos tema folklóricos. 
En 1966 participaron de la película Ritmo, amor y juventud, con Osvaldo Pacheco, Pinky, Raúl Lavié y Estela Molly.
A mediado de 1970 realizaron una gran gira por el exterior con gran éxito en España, volviendo a la Argentina en los 80. En 1998 apareció un CD compilado con sus más famosos temas de grandes compositores como Dino Ramos.

## Discografía
- Los Cava Bengal: Tangos a su manera
- Mil noches con los Cava Bengal
- Tangos por...Los Cava Bengal
- Los Cava Bengal: Fuera pena
- Conversando con nadie...Los Cava Bengal
- Los Cava Bengal: Romántico
- Letra y música para soñar
- La luz de un fósforo

## Temas interpretados
- Nuestro Balance (Chico Novarro)
- Triste Comedia
- Quedémonos Aquí
- El Puente
- Uno
- Sin Nada (Mario Clavell)
- Sabor a Nada (D.Ramos-P.Ortega)
- Nostalgias (J.C.Cobian-E.Cadícamo)
- El Nombre de tu Hijo (D.Ramos-T. Cava)
- Un poco más( A.Carrillo)
- Qué me Importa del Mundo
- Tu Lágrima de Amor
- Adolescencia
- Gricel
- Malena
- María
- Barrio de tango
- Entre tu y yo, la Noche
- Sur
- Percal
- Por la vuelta
- Cuartito azul
- Mi niña no sabe
- Trenzas
- Enseñame a vivir
- Cristal
- Jamás te ví
- Mil Noches
- Por la Vuelta
- Los Campos Verdes